# Chirurgijn

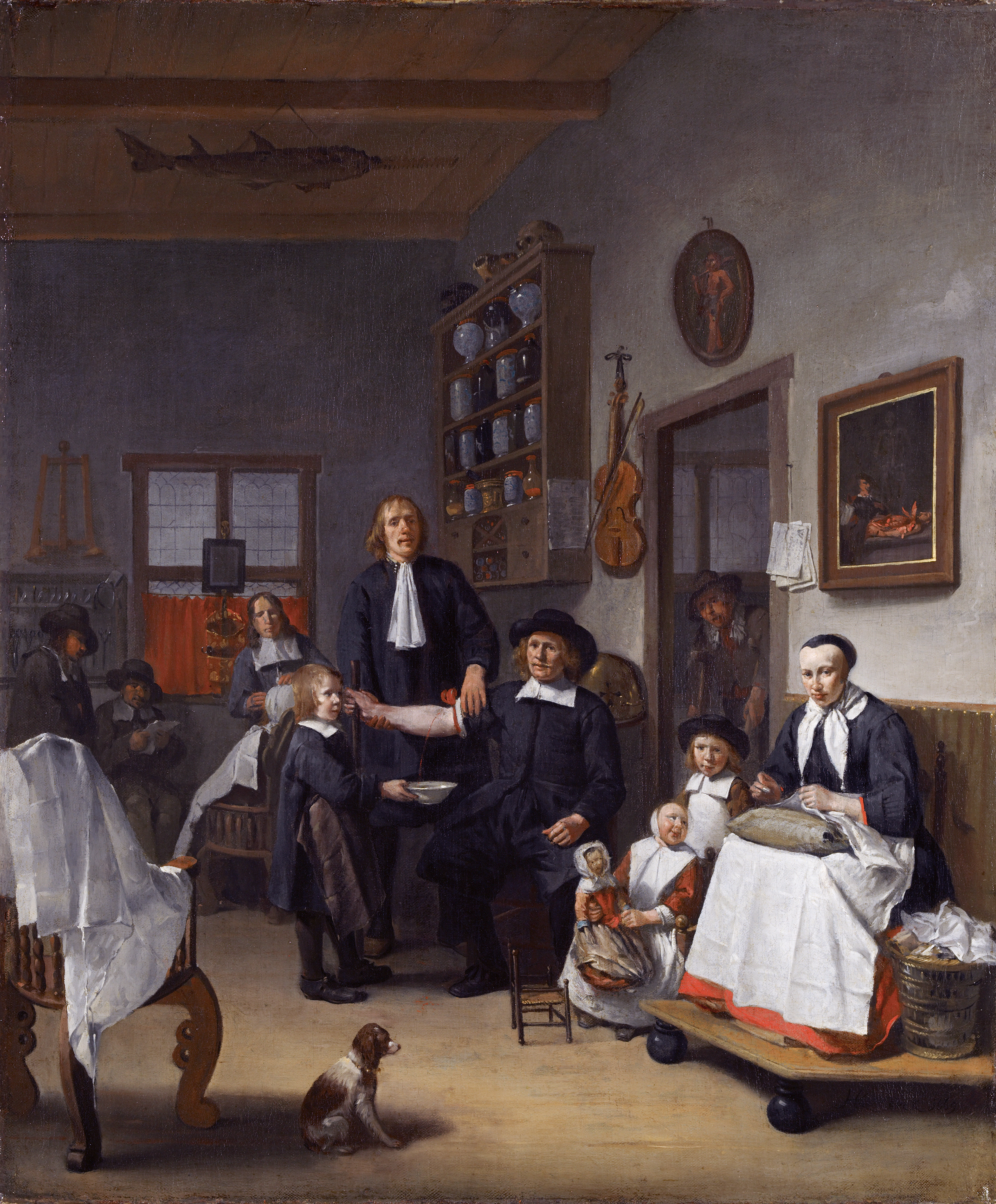
Jacob Franszn (ca. 1635-1708) in zijn barbierswinkel bij het aderlaten. Op de achtergrond scheert een assistent iemand.
Egbert van Heemskerck I, 1669

De chirurgijn was een medisch behandelaar in de middeleeuwen en vroegmoderne tijd. Het vak van chirurgijn kwam voort uit het werk van de barbier, en hield zich vooral bezig met zaken waarbij bloed tevoorschijn kwam, dit in tegenstelling tot de universitair opgeleide artsen, die zich met interne geneeskunde bezighielden.
Nicolaas de Graaff (1619 - ca. 1688), Wouter Schouten (1638-1704), Isaac Hendricksz Hartman (1632-1684) en Cornelis Solingen (1641-1687) waren chirurgijn in Nederland. De Vlaamse chirurgijn Jan Palfijn (1650-1730) werd bekend als uitvinder van de verlostang.

## Gasthuizen
In de gasthuizen van de 17e eeuw had een chirurgijn een eigen verbandzaal. Hij werd tijdens het werk geassisteerd door zaalknechts of zaalmeiden. Er bestond een opleiding waarin chirurgijns het vak leerden. De patiënt was hierbij oefenmateriaal. Daarnaast nam men deel aan anatomielessen (soms in een anatomisch theater) waarbij terechtgestelde misdadigers werden ontleed. Veelvoorkomende handelingen in die tijd waren aderlating, wondverzorging en de zorg voor botbreuken. Laudanum en alcohol waren de toenmalige verdovingsmiddelen.

## Scheepvaart
In de zeilvaart had de chirurgijn de graad van officier. Hij had meestal een eigen hut waar hij zijn medische instrumenten en medicijnen bewaarde. Zijn taak was het om zieke of gekwetste bemanningsleden en passagiers te verzorgen. Ook na een lijfstraf moest hij de veroordeelde op medisch gebied bijstaan. Tijdens en na een zeeslag moest de chirurgijn de gewonden verzorgen en zo nodig opereren. De gekwetsten werden benedendeks gebracht door zijn assistenten. Die moesten de chirurgijn ook bijstaan bij operaties. Amputatie om koudvuur te vermijden was geen uitzondering. Bloedvaten werden met een gloeiend ijzer dichtgebrand (cauterisatie). Het werk aan boord van zeilschepen was niet zonder risico en leidde soms tot ernstige ongevallen.
Het werk van de chirurgijn ontwikkelde zich daarna tot de moderne chirurgie.